# Dom Handlowy “Skarbek”
Dom Handlowy Galeria Skarbek is een warenhuis in Katowice op Rynek tussen Ulica 3 Maja en Ulica Adama Mickiewicza. 
Op de locatie van het warenhuis stond tot 1864 een herberg, die werd beschouwd als een van de ontmioetingsplaatsen van Katowice. In 1864 stortte het herberggebouw in.
Het gebouw met een oorspronkelijk volume van 62.000 m³ is een ontwerp van Jurand Jarecki en werd gebouwd tussen 1972 en 1974. De geperste aluminium wandbekleding komt uit Frankrijk en werd in een ruiltransactie met steenkool betaald. Het gebouw werd in 1975 in gebruik genomen en de eigenaar is vanaf het begin PSS Społem Katowice. Van 2005 tot 2007 werd de gevel van het gebouw gerenoveerd en werden twee externe liften geïnstalleerd. 

Er zijn verschillende winkels in het warenhuis, waaronder het een Społem-supermarkt en een delicatessenzaak.

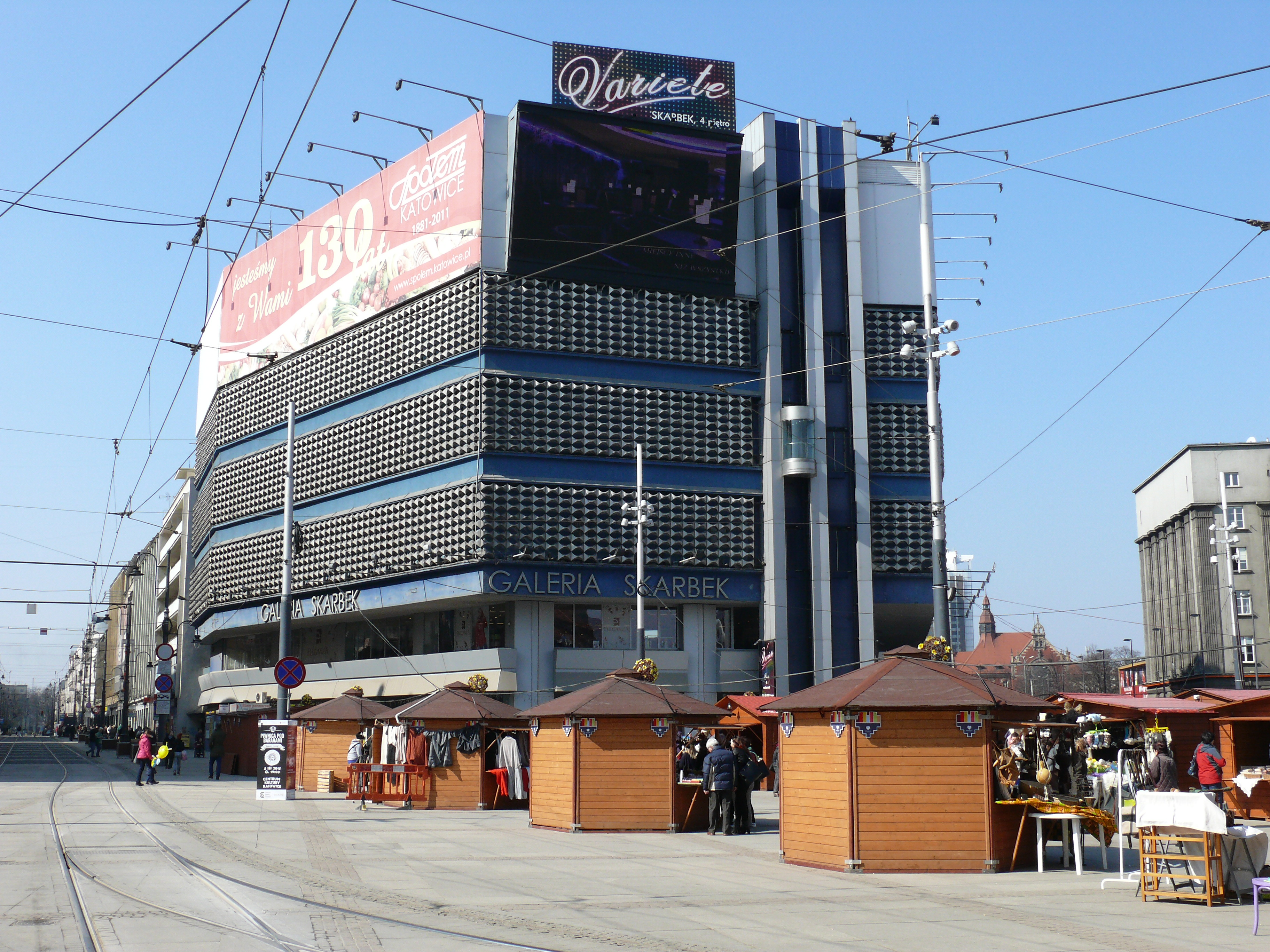
Dom Handlowy „Skarbek“
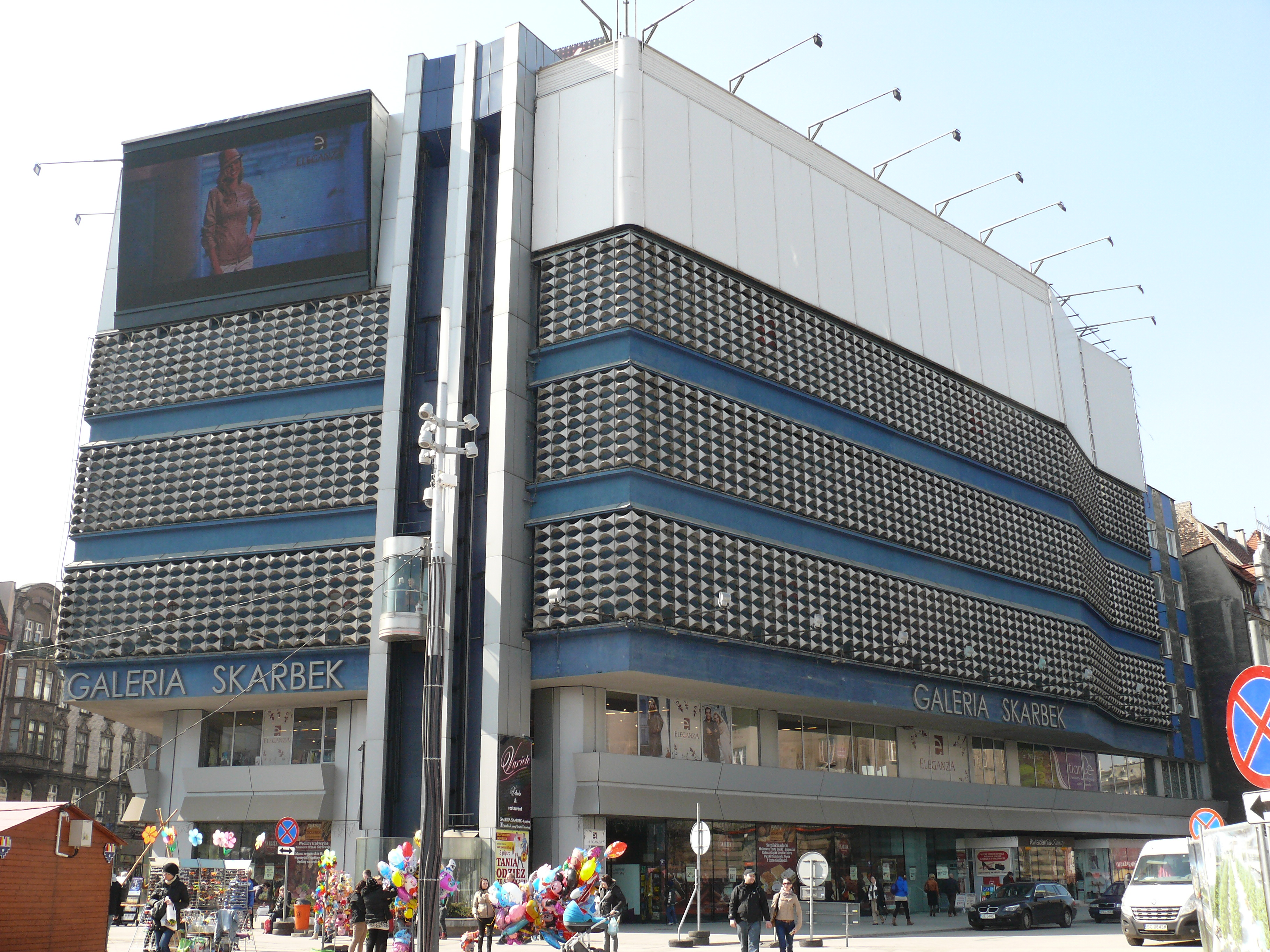
Dom Handlowy „Skarbek“